# أتيليو لوبيز
أتيليو لوبيز (بالإسبانية: Atilio López) مواليد 5 فبراير 1925 في فيلاريشا، باراغواي - الوفاة 14 يوليو 2016، كان لاعب كرة قدم باراغواياني كان يلعب في مركز الهجوم. سبق له أن لعب في كأس العالم لكرة القدم مع منتخب بلاده.

## المسيرة الاحترافية

### أندية لعب لها
- نادي غواراني (نادي كرة قدم)
- أتلتيكو مدريد
- ناسيونال أسونسيون

## روابط خارجية
- أتيليو لوبيز على موقع الاتحاد الدولي (مؤرشف)  (الإنجليزية)
- أتيليو لوبيز على موقع قاعدة بيانات كرة القدم.إي يو (الإنجليزية)
- أتيليو لوبيز على موقع ناشيونال فوتبول تيمز (الإنجليزية)
- أتيليو لوبيز على موقع Soccerway.com (الإنجليزية)
- أتيليو لوبيز على موقع عالم كرة القدم.نت (الإنجليزية)